# Rudolf Pierskała

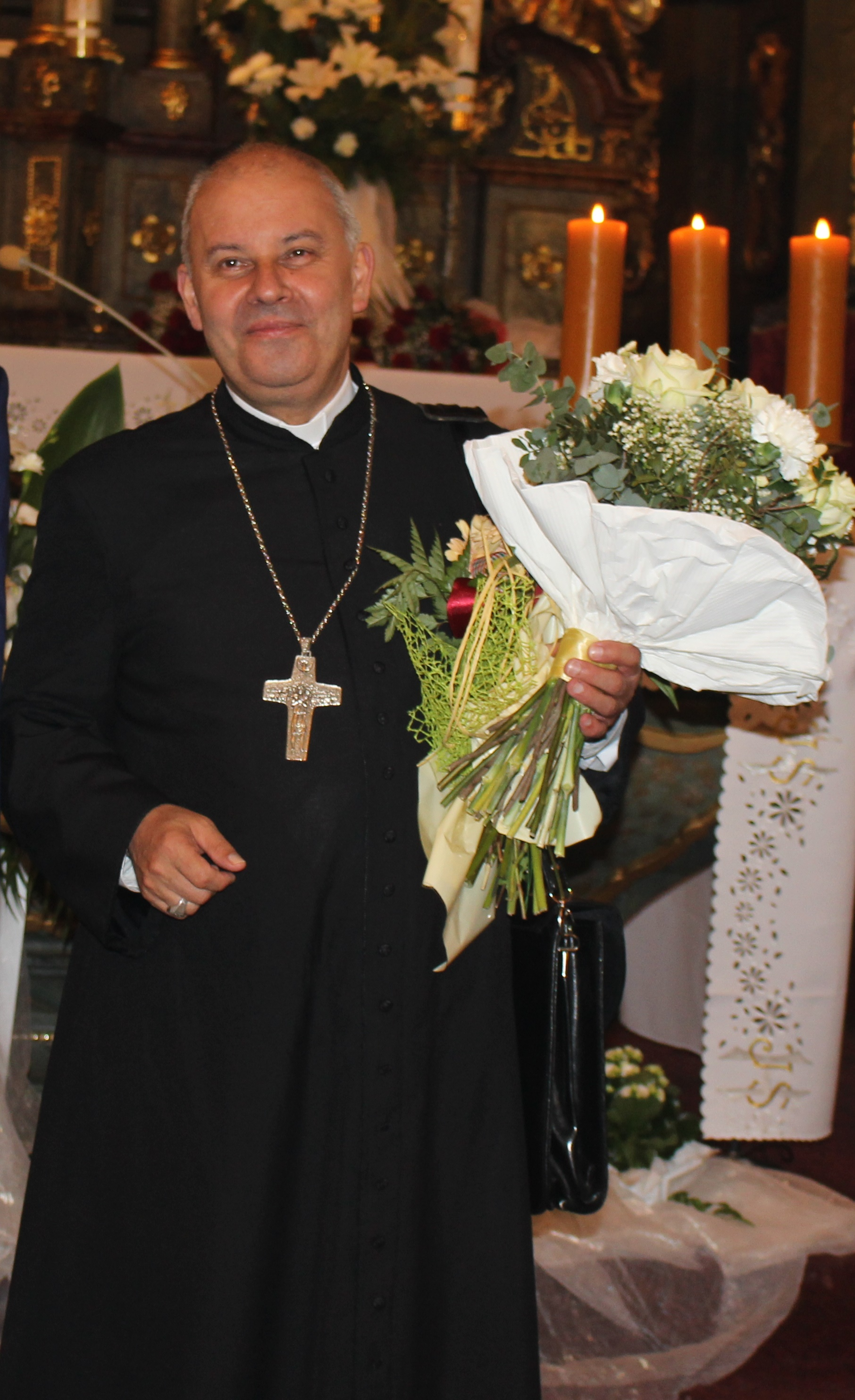
Rudolf Pierskała (2016)

Wappen von Rudolf Pierskała

Rudolf Leon Pierskała (* 13. Oktober 1959 in Kędzierzyn-Koźle, Woiwodschaft Opole) ist ein polnischer römisch-katholischer Geistlicher und Weihbischof in Oppeln.

## Leben
Rudolf Pierskała wuchs in Kamionka auf. Er besuchte die Grundschule in Mechnitz und ab 1974 die Fachschule für Bauwesen in Kędzierzyn-Koźle. Nachdem Pierskała dort 1979 das Abitur erlangt hatte, studierte er Philosophie und Katholische Theologie am Priesterseminar des Bistums Oppeln in Nysa. 1985 erwarb er an der Katholischen Universität Lublin mit der Arbeit Identyfikacja dziecka z bohaterem biblijnym w katechezie („Identifikation eines Kindes mit einem biblischen Helden in der Katechese“) den Magister Theologiae. Am 22. Juni 1985 empfing er in der Kathedrale zum Heiligen Kreuz durch den Weihbischof in Oppeln, Jan Walenty Wieczorek, das Sakrament der Priesterweihe für das Bistum Oppeln.
Pierskała war zunächst als Pfarrvikar der Pfarrei St. Peter und Paul in Gliwice tätig. Ab 1987 setzte Rudolf Pierskała seine Studien an der Katholischen Universität Lublin fort, an der er 1989 ein Lizenziat erlangte und 1992 mit der Arbeit Słowo Boże dla dzieci. Adaptacja lekcjonarza do Mszy świetej z udziałem dzieci („Das Wort Gottes für Kinder. Eine Anpassung des Lektionars für die Messe mit Kindern“) zum Doktor der Theologie promoviert wurde. Von 1992 bis 1994 lehrte Pierskała Liturgiewissenschaft am Standort Oppeln des Pastoralinstituts der Katholischen Universität Lublin und ab 1994 an der neugegründeten Universität Opole. Zudem war er von 1994 bis 2002 Prodekan der Theologischen Fakultät und gehörte von 2002 bis 2005 dem Senat der Universität Opole an. Daneben lehrte er ab 1992 auch an der Hochschule für Kirchenmusik in Oppeln. 2008 wurde Pierskała an der Universität Opole mit der Arbeit Pozamszalny kult Chrystusa w Eucharystii w posoborowej reformie liturgicznej („Die außerkirchliche Verehrung Christi in der Eucharistie in der nachkonziliaren Liturgiereform“) habilitiert.
Neben seiner akademischen Tätigkeit war Rudolf Pierskała von 1993 bis 2010 Direktor des Hauses für Ruhestandsgeistliche in Oppeln. Danach wirkte er außerdem als Diözesanzeremoniar (2000–2012) und als Diözesankanzler sowie als Bischofsvikar für den Gottesdienst und die Sakramentenordnung. Ferner gehörte Pierskała dem Priesterrat (2007–2010), dem Diözesanpastoralrat und dem Diözesanrat für die Priesterfortbildung des Bistums Oppeln an. Darüber hinaus gehörte er der interdiözesanen Liturgiekommission der Bistümer Oppeln und Gliwice an. Seit 1994 fungierte er als Herausgeber des Liturgischen Kalenders des Bistums Oppeln und seit 1999 der Zeitschrift Głos pomocnika Komunii świętej („Stimme des Kommunionhelfers“). Am 19. März 2006 verlieh ihm Papst Benedikt XVI. den Ehrentitel Päpstlicher Ehrenkaplan.
Am 7. Dezember 2013 ernannte ihn Papst Franziskus zum Titularbischof von Semina und zum Weihbischof in Oppeln. Die Bischofsweihe spendete ihm der Apostolische Nuntius in Polen, Erzbischof Celestino Migliore, am 11. Januar 2014 in der Kirche St. Jadwiga Śląska in Oppeln; Mitkonsekratoren waren der emeritierte Bischof von Oppeln, Erzbischof Alfons Nossol, und der Bischof von Oppeln, Andrzej Czaja. Rudolf Pierskała wählte den Wahlspruch Gaudium Evangelii nuntiare („Die Freude des Evangeliums verkünden“). Seit 2014 ist er zusätzlich Generalvikar des Bistums Oppeln und Moderator der Diözesankurie. Ferner ist Pierskała als Präsident der Abteilung für die Katechese tätig. Außerdem gehört er dem Konsultorenkollegium und dem Priesterrat sowie weiterhin dem Diözesanpastoralrat und dem Diözesanrat für die Priesterfortbildung des Bistums Oppeln an.
In der Polnischen Bischofskonferenz gehört Pierskała der Kommission für die Institute geweihten Lebens und für die Gesellschaften apostolischen Lebens und der Kommission für den Gottesdienst und die Sakramentenordnung an.

## Schriften
- Słowo Boże dla dzieci. Adaptacja lekcjonarza do Mszy świetej z udziałem dzieci (= Opolska Biblioteka Teologiczna. Band 8). Wydział Teologiczny Uniwersytetu Opolskiego, Oppeln 1996, ISBN 978-83-8686503-1.
- Uczestnictwo wiernych w Eucharystii. In: Liturgia Sacra. Przegląd liturgiczno-muzyczny. Nr. 2, 2002, OCLC 922375734, S. 231–242.
- Kapłaństwo wspólne Ludu Bożego. In: Roczniki Teologiczne. Band 8, 2002, OCLC 922523815, S. 5–15.
- Najświętsza Maryja Panna, wybrana Córka Izraela. Analiza tekstów formularza mszalnego. In: Salvatoris Mater. Band 5, Nr. 4, 2003, S. 29–46.
- Rudolf Pierskała, Helmut Jan Sobeczko: Operator audiowizualny w czasie sprawowania liturgii. Materiały dla uczestników kursu liturgicznego dla fotografów i kamerzystów (= Materiały Formacyjne. Band 1). Wydawnictwo Św. Krzyża, Oppeln 2004, ISBN 978-83-7342-036-6.
- Modlitwy eucharystyczne w mszach z udziałem dzieci. In: Helmut Jan Sobeczko (Hrsg.): Modlitwy eucharystyczne Mszału Rzymskiego: dzieje – teologia – liturgia (= Opolska Biblioteka Teologiczna. Band 80). Wydawnictw Wydziału Teologicznego Uniwersytetu Opolskiego, Oppeln 2005, ISBN 978-83-60244-16-6, S. 285–299.
- Przygotowanie i przewodniczenie celebracji Eucharystii wg Instrukcji „Redemptionis Sacramentum“. In: Seminare. Poszukiwania naukowe. Band 23, 2006, S. 39–54.
- Nauczanie Soboru Watykańskiego II. Liturgia słowa Bożego i liturgia Eucharystyczna – jedno misterium. In: Andrzej Żądło (Hrsg.): Słowo Boże w liturgii i życiu Kościoła (= Kościół w Trzecim Tysiącleciu. Band 5). Księgarnia św. Jacka, Kattowitz 2006, ISBN 978-83-7030-540-6, S. 67–84.
- Rudolf Pierskała, Helmut Jan Sobeczko: Pomocnik udzielania Komunii świętej. Materiały dla uczestników kursu nadzwyczajnych szafarzy Komunii świętej diecezji gliwickiej i opolskiej (= Materiały Formacyjne. Band 2). Wydawnictwo Św. Krzyża, Oppeln 2007, ISBN 978-83-7342-144-8.
- Pozamszalny kult Chrystusa w Eucharystii w posoborowej reformie liturgicznej (= Opolska Biblioteka Teologiczna. Band 103). Wydział Teologiczny Uniwersytetu Opolskiego, Oppeln 2008, ISBN 978-83-60244-77-7.
- Celebracja Mszy szkolnej. Kształtowanie obrzędów Mszy św. z udziałem dzieci. In: Studia Pastoralne. Rocznik Wydziału Teologicznego Uniwersytetu Śląskiego w Katowicach. Band 5, Nr. 5, 2009, S. 182–197.
- Rudolf Pierskała, Helmut Jan Sobeczko: Pomocnik Komunii świętej. Udzielanie Komunii chorych i Wiatyku przez szafarza nadzwyczajnego (= Materiały Duszpasterskie – Diecezjalny Ośrodek Formacyjny. Band 1). Wydawnictwo Świętego Krzyża, Oppeln 2012, ISBN 978-83-8686584-0.